# 陈君文
陈君文（1954年7月—），男，汉族，湖南常德鼎城区人。1970年4月参加工作，1979年4月加入中国共产党。华中师范大学政治系思想政治教育专业在职学位毕业。中华人民共和国政治人物。

## 生平
1970年4月至1983年6月在原常德县水泥厂等单位工作。1983年6月至1985年1月任原常德县无线电元件厂副厂长，厂长，厂长兼党总支书记。1985年1月至1988月9月任原常德县副县长。1988年9月至1988月12月任常德市鼎城区副区长。1989月1月至1990年1月，陈君文来到常德市下辖的津市市，任该市副市长。1990年9月至1993年2月任常德市财政局副局长，1992年12月兼市信托投资公司经理。1993年2月至1995年6月任常德市财政局局长、党组书记，1994年10月起兼任同市地税局长。1995年6月至1997年11月任常德市副市长。1997年11月至2001年4月，任中国共产党常德市委常委、副市长。2001年4月至2002年1月，任中国共产党常德市委副书记、代市长。2002年1月至2007年4月任中国共产党常德市委副书记、市长。
2007年4月，陈君文来到株洲，接替已经逝世的颜石生，担任中共株洲市委副书记、市长。2008年3月，接替肖雅瑜出任中国共产党株洲市委书记，直到2013年3月卸任。
2013年1月，当选为湖南省人大常委会副主任；直到2018年1月辞职。